# Государственная палата по геопространственной информации Японии

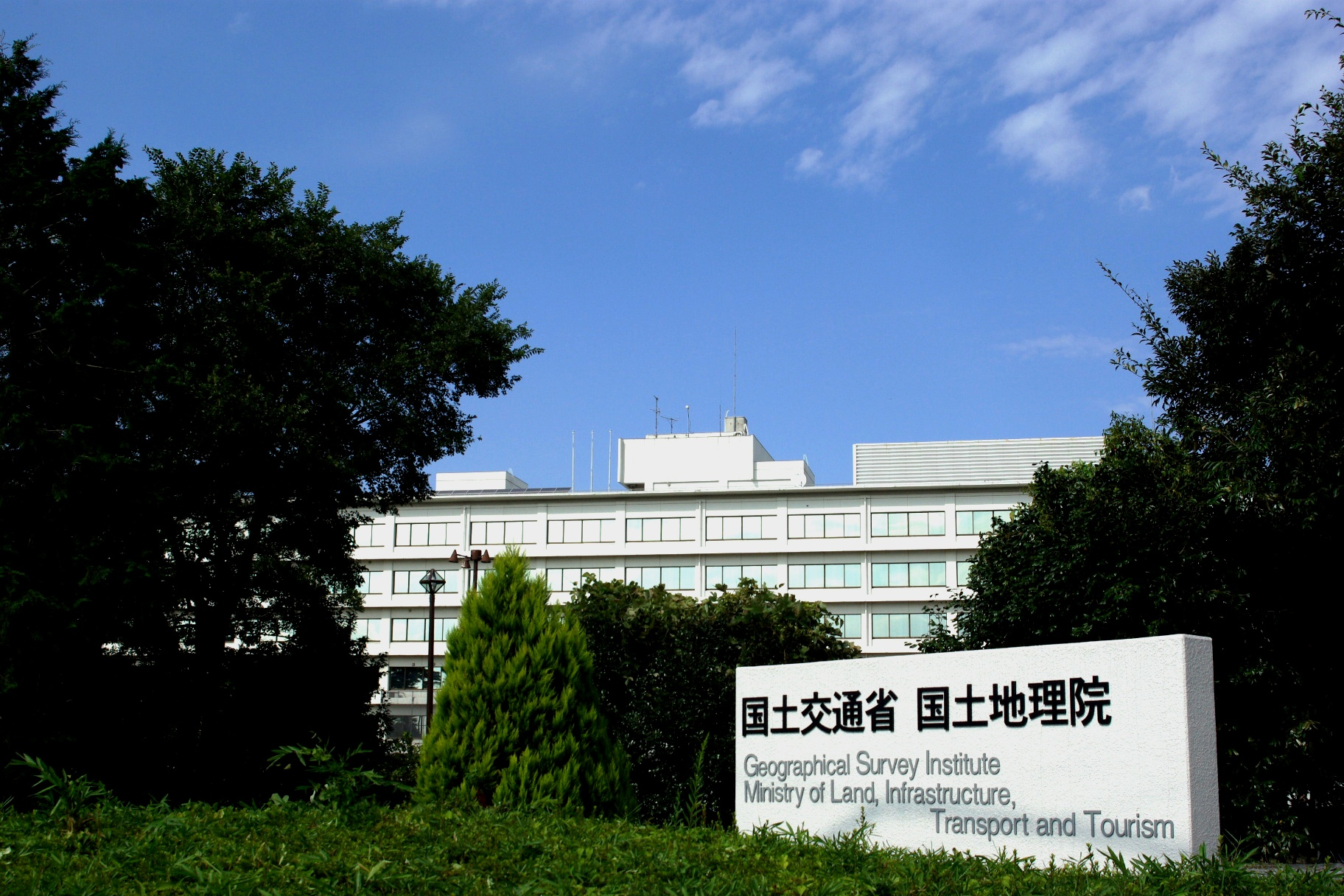
Здание Государственной палаты в Цукубе

Государственная палата по геопространственной информации Японии (яп. 国土地理院, кокудо тири: ин, англ. Geospatial Information Authority of Japan) — государственное ведомство Японии, которое отвечает за сбор и анализ данных о географических объектах на территории Японии. С 1949 по 2010 годы называлось «Национальный институт географии» (англ. Geographical Survey Institute).
Является подразделением Министерства земли, инфраструктуры и туризма. Занимается созданием и распространением карт Японии, которые служат государственным эталоном. Проводит исследования зон аварий и катастроф с помощью использования Системы глобального позиционирования.
Штаб-квартира находится в городе Цукуба префектуры Ибараки. Является учредителем и оператором Музея картографирования и землеустройства Японии.